# Sírna Sáeglach
Sírna Sáeglach, figlio di Dian, figlio di Demal, figlio di Rothechtaid mac Main (... – ...), è stato, secondo la tradizione storica e le leggende medievali irlandesi, re supremo d'Irlanda.
Avrebbe tolto l'Ulster dall'autorità del re supremo e avrebbe fatto guerra agli Ulaid, che avevano ucciso il suo bis-nonno, per circa un secolo secondo il Lebor Gabála Érenn,per 150 anni secondo gli Annali dei Quattro Maestri. Ma Geoffrey Keating, citando un antico poema, gli attribuisce solo 21 anni
Secondo una versione del Lebor Gabála, gli Ulaid, unitisi ai Fomoriani, affrontarono Sírna in battaglia a Móin Trógaide (contea di Meath), ma egli morì insieme a molti leader di entrambi gli schieramenti per un'improvvisa pestilenza. Secondo un'altra versione e secondo Geoffrey Keating e gli Annali dei Quattro Maestri, Sírna fu ucciso da Rothechtaid Rotha ad Alind. Il Lebor Gabála sincronizza l'inizio del suo regno con quello di Deioce dei Medi (694-665 a.C.) e la sua morte con quella di Fraorte dei Medi (665-633 a.C.). Goffredo Keating data il suo regno dall'814 al 794 a.C., mentre gli annali dei Quattro Maestri dal 1181 al 1031 a.C.